# Valproate pivoxil
Valproate pivoxil (Pivadin, Valproxen) là thuốc chống co giật được sử dụng trong điều trị động kinh. Đây là dẫn xuất este pivaloyloxymethyl của axit valproic. Nó có khả năng là một tiền chất của axit valproic, vì các este pivoxil thường được sử dụng để tạo ra các tiền chất trong hóa dược.